# Paul Gelting
Paul Emil Elliot Gelting (geb. Hansen; * 30. März 1905 in Aakirkeby; † 18. Februar 1964 in Kristianstad, Schweden) war ein dänischer Botaniker.

## Leben

### Herkunft und Ausbildung
Paul Gelting war der Sohn des Ingenieurs Holger Alfred Hansen und seiner Frau Kathrine Vilhelmine Rønne. Die Familie stammte ursprünglich aus Gelting in Südschleswig, wo sein Großvater Jakob Hansen Pastor war. Sein Vater zog 1901 nach Bornholm, um beim Aufbau der Rønne-Nexø Jernbane mitzuarbeiten. Paul besuchte die Staatsschule in Rønne, die er 1923 mit der Hochschulreife abschloss. Anschließend begann er ein Studium in Naturgeschichte an der Universität Kopenhagen, wobei er sich auf Botanik spezialisierte. Paul und sein Bruder Holger änderten am 23. Mai 1929 ihren Nachnamen in den Namen des Herkunftsorts der Familie. Er schloss das Studium 1931 als cand. mag. ab.

### Karriere
Nach dem Abschluss begleitete er Lauge Koch bei seiner Dreijahresexpedition nach Grönland. Nach seiner Rückkehr 1934 begann er als Hilfslehrer am Falkonergårdens Gymnasium in Frederiksberg zu arbeiten. Inspiriert von dieser Expedition promovierte er 1937 mit einer zoologisch-botanischen Arbeit über die Nahrung ostgrönländischer Schneehühner. Von 1938 bis 1939 begleitete er Eigil Knuth auf eine weitere Expedition nach Nordostgrönland. 1943 wurde er ordentlicher Lehrer am Gymnasium und begann zugleich als Dozent an der Universität Kopenhagen zu arbeiten. 1944 nahm er an einer Expedition in den Nationalpark Muddus in Nordschweden teil. 1946 trat der Leiter der Arktisk Station in Qeqertarsuaq, Morten P. Porsild, nach 40 Jahren im Amt zurück, woraufhin Paul Gelting die Leitung der Station übernahm. 1950 wurde er in den Sysselrat von Godhavn (Qeqertarsuaq) gewählt. 1954 kehrte er nach nur acht Jahren nach Dänemark zurück, da er enttäuscht davon war, sich nicht ordentlich der wissenschaftlichen Arbeit widmen zu können, sondern als Stationsleiter hauptsächlich in die Verwaltung der Station eingebunden zu sein. In Dänemark wurde er Lehrer am Aurehøj Gymnasium in Gentofte. Von 1958 bis 1959 war er Dozent an der Universität Uppsala und verließ dafür vorübergehend sein Gymnasium. Er war mit einer Schwedin verheiratet, mit der er zwei Töchter hatte, und hielt sich viel in Schweden auf, wo er 1964 im Alter von 58 Jahren an den Folgen mehrerer Schlaganfälle starb.

## Forschung
Er forschte einerseits zur Flora und Vegetation Grönlands, andererseits zu der seiner Heimat Bornholm. Mit seinen wissenschaftlichen Publikationen erregte er zu Lebzeiten nur wenig Aufsehen, auch wenn seine 1941 verfasste Arbeit Über Pleistozäne Pflanzenrefugien in Grönland posthum als „bahnbrechend“ bezeichnet wurde, da sie die Theorie zu pleistozänen Refugien erstmals auf Grönland anwandte. Er war zudem Autor des Bornholmer Bands zu einem mehrbändigen Werk über die dänischen Heiden und Mitautor des fünften Bands von Vilde Planter i Norden. 1953 schrieb er außerdem einige toponomastische Artikel mit Bezug zu Bornholm. Wegen seines frühen Todes und seiner schlechten Gesundheit in den letzten Lebensjahren gelang es ihm nicht, seine Sammlungen und Aufzeichnungen zu systematisieren und zu veröffentlichen. Diese wurden nach seinem Tod vor allem vom Botaniker Eric Steen Hansen bearbeitet und herausgegeben.